# ورق البوكي

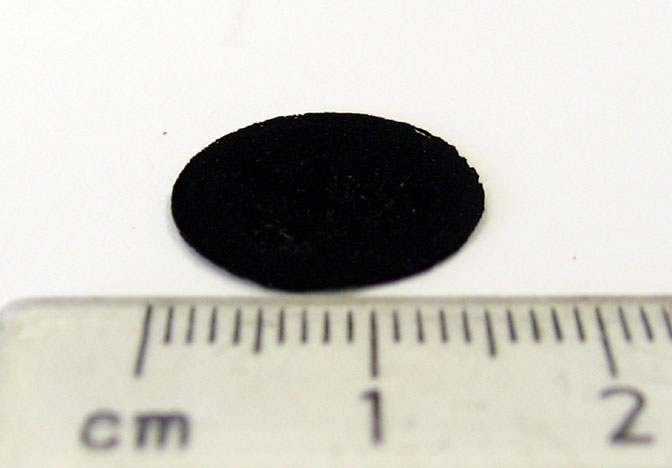
ورق البوكي المصنّع من الأنابيب النانوية الكربونية

ورق البوكي هو ورق رقيق مصنّع من تجمّع الأنابيب النانوية الكربونية. إن الأنابيب النانوية أدق من شعرة الإنسان بما يقارب 50,000 مرة، وقد تم تصنيع ورق البوكي في الأصل كطريقة للتعامل مع الأنابيب النانوية الكربونية، ولكن جرى أيضاً دراستها وتطوبرها إلى العديد من التطبيقات من قبل العديد من المجموعات البحثية وثبتت جودتها كدروع في الدروع المركبية والدروع الشخصية والكترونيات الجيل القادم والشاشات.

## خلفية علمية
ورق البوكي هو تجمّع مجهري من الأنابيب النانوية الكربونية CNT أو «أنابيب البوكي». ويعود اسمها إلى الفوليرين بوكمينستر، مركب فوليرين الكربون 60.(أحد متآصلات الكربون وذو روابط مماثلة ويشار إليه أحياناً «كرات البوكي» تكريما للعالم ر. بوكمينستر فولير).
إن الأنابيب النانوية الكربونية ذات صلة بالفوليرين، ولا تحمل كلمة 'بوكي' في ورق البوكي الكثير من المعنى.

## التركيب
إن الطريقة المقبولة العامة في تصنيع الأنابيب النانوية الكربونية تتضمن استخدام مركبات سطحية غير أيونية مثل Triton X-100 ترايتون اكس-100  وكبريتات الصوديوم لوريل  مما يحسّن من تشتتها في محلول مائي. ويمكن عندئذ تصفية المركبات العالقة غشائياً تحت ضغط إيجابي أو سلبي لإنتاج أغشية موّحدة.
إن تفاعل قوة فان ديرفال بين سطح الأنبوب النانوي وبين المركب السطحي يكون غالباً قوي ميكانيكياً ومستقر لذلك لا يمكن ضمان إزالة المركب السطحي بشكل كامل من غشاء الأنبوب النانوي الكربوني بعد تشكيله. وقد وجد أن الغسل بمادة الميتانول، والتي هي مذيب فعّال في إزالة مادة الترايتون X، يمكن أن يتسبب في كسر وتشويه الغشاء. وكذلك فقد وجد أن مادة الترايتون X يمكن أن تؤدي إلى تحلل الخلايا والذي بدوره قد يؤدي إلى استجابات التهابية في الأنسجة حتى عند التركيزات المنخفضة.
من أجل تجنب الآثار الجانبية الضارة للوجود المحتمل للمركبات السطحية، يمكن استخدام عملية صب بديلة تتضمن طريقة ضغط فريته التي لا تتطلب استخدام المركبات السطحية أو تعديل السطح. يمكن التحكم بالأبعاد من خلال حجم الحقن المدخلة وأيضاً من خلال كتلة الأنابيب النانوية الكربونية المضافة. تكون سماكتها عادة أكبر من ورق البوكي الذي تعرض لصب المركبات السطحية، وقد تم تحديده من 120 مايكرومتر إلى 650 مايكرومتر. وعلى الرغم من عدم وجود نظام تسمية للتحكم بسماكة العينات لتصنيفها كأوراق، فإن العينات ذات السماكة الأعلى من 500 مايكرومتر تسمى أقراص البوكي. تسمح طريقة ضغط فريته بعملية صب سريع لورق البوكي وأقراص البوكي مع استعادة المذيب المستخدم في عملية الصب والتحكم على المستوى الهندسي ثنائي البعد وثلاثي الأبعاد.
تم استخدام النمو المنحاز للأنابيب النانوية الكربونية عديدة الجدر MWCNT في اصطناع أغشية الأنابيب النانوية الكربونية من خلال أثر الدومينو. يتم في هذه العملية الضغط المسطح لغابات من الأنابيب النانوية الكربونية عديدة الجدر MWCNT في اتجاه واحد، وبذلك يتم ضغط توجههم الشاقولي إلى المستوى الأفقي والذي يؤدي إلى تشكيل ورق بوكي عالي النقاء لا يحتاج إلى أية عمليات تنقية أو معالجة. وقد وجد بالمقارنة أنه عند تشكيل عينة من ورق البوكي من خلال الضغط بما يعادل 1 طن لمسحوق الأنابيب النانوية الكربونية عديدة الجدر MWCNT الناتج عن ترسب البخار الكيميائي CVD، فإن أي إضافة لمذيب تؤدي إلى تورم فوري للغشاء حتى يعود إلى حالة الجسيمات. وقد ظهر أنه بالنسبة لمسحوق الأنابيب النانوية الكربونية المستخدم أن الضغط وحده غير كاف لتوليد ورق بوكي متين وأن طريقة محاذاة النمو تولّد تفاعلات موضعية بين الأنابيب النانوية غير موجودة في مسحوق الأنابيب النانوية الكربونية الناتج عن ترسب البخار الكيميائي، والتي بوجودها يتم تشكيل دفع الدومينو لورق البوكي.

## الخصائص
يبلغ وزن ورق البوكي أحد أعشار وزن الفولاذ ولكن عند تكدس رقاقاته لتكوين مركب يكون أقوى من الفولاذ بحوالي 500 مرة. ويمكنه أن يبدد الحرارة مثل الشبه أو الفولاذ، كما يمكنه نقل الكهرباء مثل النحاس أو السيليكون. أحد علماء جامعة رايس وايد آدمز يقول: «كل هذه الأمور هي ما يعمل عليه العديد من الأشخاص في مجال تقنية النانو لإيجاد نوع من الكؤوس المقدسة».

## التطبيقات
من الاستخدامات المحتملة لورق البوكي التي يتم إجراء الأبحاث عليها:
- الحماية من الحرائق: إن طلي المواد بطبقة رقيقة من ورق البوكي يحسّن من مقاومتها للحريق بشكل كبير وذلك يعود إلى الانعكاس الفعّال للحرارة عبر كثافة طبقات مضغوطة من الأنابيب النانوية الكربونية أو ألياف الكربون.[8]
- يمكن لورق البوكي أن يستخدم لإضاءة شاشات التلفاز والحاسب إذا تم تعريضه إلى شحنة كهربائية. ويمكن أن يكون أكثر كفاءة في استخدام الطاقة وأخف وزناً وأن يسمح بمستوى أكثر انتظاماً من السطوع من الذي تقدمه تقنيات أنبوب الأشعة المهبطية CRT وشاشات الكريستال السائل LCD الحالية.
- تعد الأنابيب النانوية الكربونية الفردية من أكثر المواد المعروفة ناقلية للحرارة، مما أفسح المجال لاستخدام ورق البوكي في تطوير مصارف حرارية تسمح للحواسب وغيرها من الأجهزة الإلكترونية بتبديد الحرارة بكفاءة أكبر مما هو ممكن حالياً. والذي بدوره قد يؤدي إلى تطور أكبر في عمليات نمنمة الإلكترونيات.
- تقوم الأغشية بحماية الدارات والأجهزة الإلكترونية داخل الطائرات من التداخلات الكهرومغناطيسية التي يمكن أن تلحق الضرر بالتجهيزات وتغيّر في الإعدادات. وبشكل مماثل يمكن للأغشية أن تقوم بحماية «التوقيعات» الكهرومغناطيسية للطائرات العسكرية التي يمكن الكشف عنها باستخدام الرادار.
- يمكن لورق البوكي أن يستخدم كغشاء تنقية لالتقاط الجزيئات الدقيقة في الهواء أو السوائل، وبما أن الأنابيب النانوية في ورق البوكي غير ذائبة ويمكن توظيفها في مجموعات وظيفية متنوعة، فيمكنها إزالة المركبات بشكل انتقائي أو يمكن أن تعمل كحساس أو جهاز استشعار.
- عند إنتاجها بكميات كبيرة كافية وبسعر ذو جدوى اقتصادية، يمكن لمركبات ورق البوكي أن تستخدم كمصفحات درعية فعالة.
- يمكن استخدام ورق البوكي في زراعة الأنسجة الحيوية مثل الخلايا العصبية. ويمكن كهربة ورق البوكي أو توظيفه لتشجيع نمو نوع معين من الخلايا.
- يمكن التحكم بنسبة بواسون لورق البوكي ذو الأنابيب النانوية الكربوينة، وباكتسابها سلوك أوكستيك يمكن استخدامها كعضلات اصطناعية.

## اقرأ أيضاً
- ضغط فريته
- الأنابيب النانوية الكربونية
- ورق أكسيد الجرافين
- التطبيقات المحتملة للأنابيب النانوية الكربونية

## وصلات خارجية
- ورق البوكي لباحثي FSU أقوى من الفولاذ وبجزء صغير من الوزن
- البحث في مراجعات: ورق البوكي
- ورق البوكي- أنابيب نانوية على منشطات. صور لورق البوكي ولقاء مع فرانك آلين، مدير العمليات في معهد المواد عالية الأداء في جامعة ولاية فلوريدا